# Centre hospitalier affilié universitaire régional de Trois-Rivières
Le Centre hospitalier affilié universitaire régional (CHAUR)  du Centre de santé et de services sociaux de Trois-Rivières est un hôpital affilié à la faculté de médecine de l'Université de Montréal depuis le 20 septembre 2011. Il est formé du Centre hospitalier Saint-Joseph de Trois-Rivières et du Centre hospitalier régional de Trois-Rivières. L’hôpital emploie près de 4 000 employés, 400 médecins et 300 bénévoles. En 2014, on comptait 1 130 lits, soit 450 lits de courte durée et 680 lits d'hébergement de longue durée. Il constitue l’un des plus importants établissements de santé au Québec.

## Historique

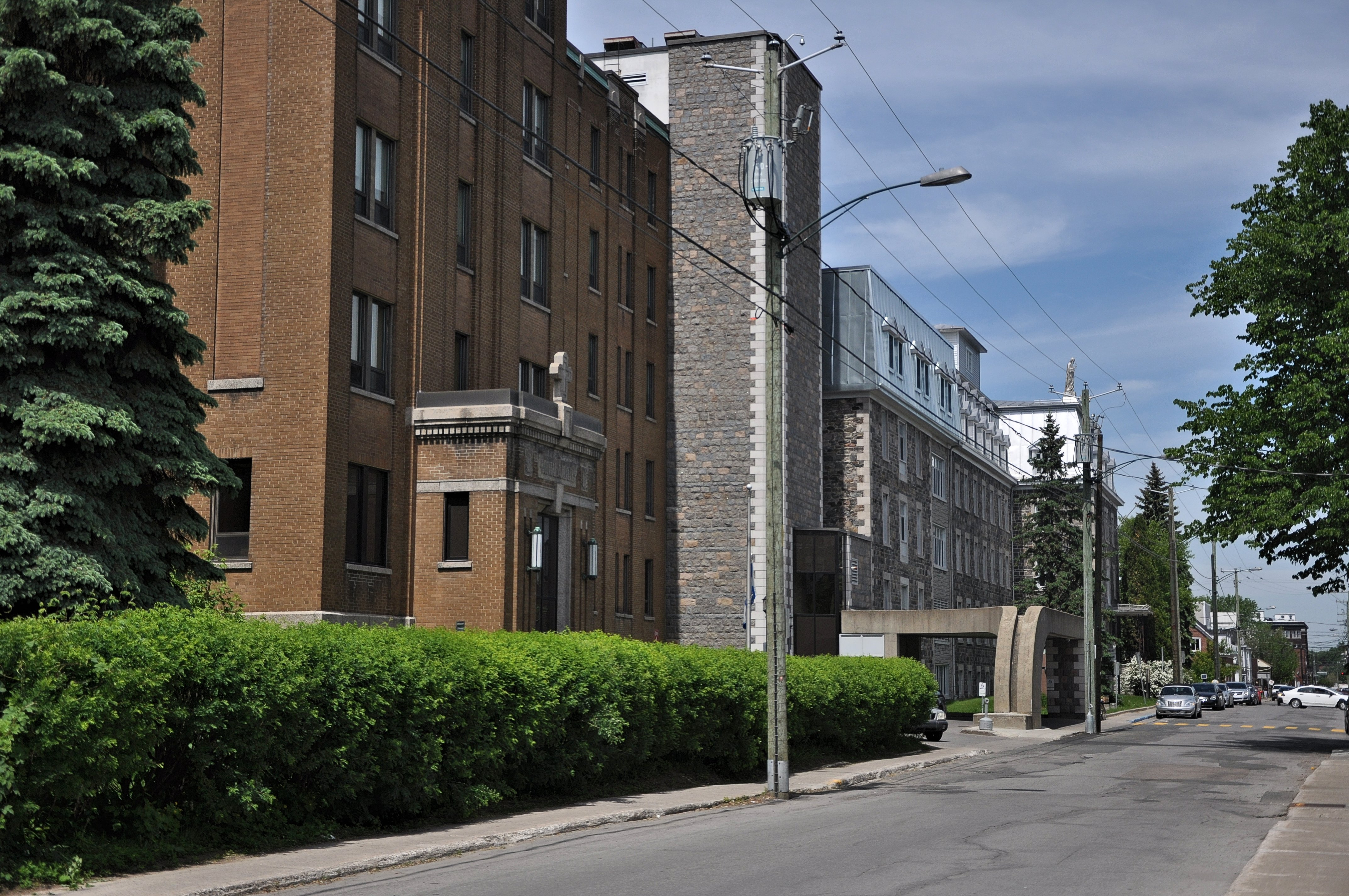
Le pavillon Saint-Joseph, sur la rue Sainte-Julie à Trois-Rivières.

Le Centre hospitalier régional de Trois-Rivières a été fusionné au Centre de santé et de services sociaux de Trois-Rivières le 1er avril 2011 quelques mois avant l'intégration au CHAUR.
Le 7 février 2014, le Centre hospitalier affilié universitaire régional a été désigné centre régional en gestion de la douleur chronique.
Depuis le 1er avril 2015, le Centre de santé et de services sociaux de Trois-Rivières (CSSS TR) fait également partie du Centre intégré universitaire de la santé et des services sociaux de la Mauricie-et-du-Centre-du-Québec (CIUSSS MCQ).

## Campus médical
Le campus médical ayant été entièrement décentralisé est le premier à offrir le doctorat complet en médecine en région au Québec. Il forme plus de 200 étudiants, soit 40 étudiants par année. Il compte plus de 30 spécialités et est reconnu comme le centre de référence régional en cancérologie, traumatologie / neurochirurgie, néphrologie, infectiologie, en néonatalogie-pédiatrie et en procréation médicalement assistée.

## Pavillons
| Pavillon                                  |
| ----------------------------------------- |
| Pavillon Sainte-Marie (édifice principal) |
| Pavillon Saint-Joseph                     |
| Pavillon Arc-en-Ciel                      |
| Carrefour Niverville                      |
| Terrasse Turcotte                         |